# Reinaldo Azevedo
José Reinaldo Azevedo e Silva (Dois Córregos, 19 de agosto de 1961) é um jornalista político brasileiro. Atualmente é colunista no portal UOL e apresenta o programa "O É da Coisa" na Rádio BandNews FM e na BandNews TV.

## Biografia e carreira
Azevedo formou-se em jornalismo pela Universidade Metodista de São Paulo (UMESP). Anteriormente, formou-se no curso de letras na Universidade de São Paulo (USP). Foi trotskista durante a ditadura militar no Brasil. É mencionado entre os militantes da Liberdade e Luta (Libelu), tendo participado da militância esquerdista na clandestinidade quando jovem. Já adulto, tornou-se um crítico do comunismo e das ideias socialistas.
Foi redator-chefe das revistas Primeira Leitura e Bravo!, editor-adjunto de política da Folha de S.Paulo, coordenador de política da sucursal de Brasília do mesmo jornal e redator-chefe do jornal Diário do Grande ABC, de Santo André, entre 1991 e 1993. Foi articulista da revista Veja até 7 de outubro de 2009.
Teve por onze anos, desde 24 de junho de 2006, seu blog hospedado no site da Veja; porém, em 23 de maio de 2017, decidiu rescindir contrato com a revista, migrando seu blog para o Portal da RedeTV!. Na mesma data, pediu demissão da rádio Jovem Pan, onde ancorava o programa vespertino Os Pingos nos Is.
Em 2014, ele foi um dos citados na lista negra do PT, nome por qual ficou conhecida uma lista de citados em um artigo do então vice-presidente do Partido dos Trabalhadores, Alberto Cantalice, intitulado como "A desmoralização dos pitbulls da grande mídia", em que, além de Azevedo, tinha Danilo Gentili, Lobão, Arnaldo Jabor, Marcelo Madureira, Diogo Mainardi, Guilherme Fiuza e Demétrio Magnoli, chamando-os de "elitistas" e os acusando de "serem contra os pobres" e de "fomentarem ódio".
Azevedo estreou como âncora no programa Pela Ordem na RedeTV! em maio de 2017, nas plataformas digitais da emissora. Também migrou seu blog para o Portal da RedeTV!, além de atuar como comentarista do telejornal RedeTV! News até 14 fevereiro de 2019.
Enquanto ingressava na RedeTV!, estreou na BandNews FM São Paulo O É da Coisa, programa que também teve sua estreia ainda em maio de 2017. Detinha audiência de 32 mil ouvintes em abril de 2018. O programa foi um dos divulgadores juntamente com a Revista Veja, a Folha de S.Paulo e o site The Intercept, do escândalo que foi conhecido como "Vaza Jato", que trata de áudios e chats que foram supostamente trocados entres procuradores da Operação Lava Jato e o então juiz federal Sergio Moro.
Em março de 2019, estreou um blog no portal UOL. Em 2021, virou colunista do OP+ do jornal O Povo. Em março de 2023, estreou o podcast Reconversa em parceria com o advogado Walfrido Warde, patrocinado pelo YouTube Brasil.

## Pontos de vista
Católico, discorda de certas posições não-dogmáticas que a Igreja Católica tem adotado, como a adoção de crianças por homossexuais (sendo favorável e a Igreja contra), o celibato sacerdotal obrigatório (sendo contrário) e a união civil de homossexuais (favorável). Apoia a Igreja na defesa da condenação do aborto, incluídos os ditos anencéfalos.
Azevedo afirma a existência de imprensa estatal no Brasil e o financiamento público a blogueiros "chapas-brancas" sempre alinhados ao governo, neste momento da história, do PT.
Com relação às ONGs:
| “ | Eu não gosto de ONGs, como vocês sabem. Sou um ortodoxo. O estado tem de atuar onde falta estado. Não confio muito em gente que se dedica demais aos outros. Dona Ruth e outros poucos são exceções que considero dotados de honestidade excepcional. Atuar em ONG ou é oportunismo ou questão psicanalítica. Com raríssimas exceções, quase santas, o homem normal se ocupa é de si mesmo e de sua família. É o correto. A civilização se forma assim. O egoísmo é o mais altruísta dos sentimentos. | ” |

Foi crítico de Luiz Inácio Lula da Silva e do Partido dos Trabalhadores, chegando a afirmar que "tudo o que é bom para o Brasil é ruim para o PT".
Reinaldo Azevedo afirma que já na Primeira Leitura adotava uma postura crítica em relação a governos em geral, seja ao governo Fernando Henrique Cardoso, seja ao governo Lula: "Eu ataco este governo [Lula] como ataquei o outro [FHC], o problema é que o outro aceitava ser atacado, e este não aceita ser atacado porque acha que faz tudo certo."
Denuncia também a ação de patrulheiros da informação e agentes de desinformação atuantes a serviço de partidos políticos (com destaque ao PT), em todos os meios de comunicação (jornais, tv, internet, etc.), pagos com dinheiro público,
Em reportagem recente:
| “ | O país está se distanciando da meta firmada com a Organização das Nações Unidas (ONU): diminuir o índice de analfabetos para 6,7% até 2015. Faltam dois anos, portanto, para fazer ler e escrever cerca de 3 milhões de pessoas. Mas o governo não tem se esforçado para atingir o objetivo. A diretora executiva da ONG Todos pela Educação, Priscila Cruz, alerta para o fato de que, neste sábado, o país completa mil dias sem um Plano Nacional de Educação, responsável por nortear políticas públicas pelos próximos dez anos. “O não avanço é sempre um retrocesso em educação”, critica. | ” |

Apoia a plena liberdade de expressão. Conforme declarou em entrevista a Cristina Camargo, do Instituto Millenium, considera-se "conservador, em termos americanos ou europeus". Apoiou a Lei da Anistia no Brasil, declarada irreversível pelo Supremo Tribunal Federal, como um passo pela redemocratização do país. É crítico das altas indenizações monetárias concedidas a perseguidos políticos, com fundamento na ilegalidade do enriquecimento ilícito.
Entende a política econômica iniciada por Fernando Henrique Cardoso, continuada pelo governo Lula, teria sido a responsável pela estabilidade econômica, institucional e pelo desenvolvimento econômico que o Brasil viveu durante alguns anos, e que agora, nesta segunda fase da implementação do petismo, o governo Dilma, e o próprio petismo, estaria arruinando o País.
Quanto à descriminalização da maconha, em seu artigo sobre a decisão do STF quanto à liberdade de passeatas em defesa da maconha, afirma que:
| “ | Isso nada tem a ver com gostar de drogas ou não, ser favorável à descriminação ou não. Nem gosto nem sou favorável. Eu entendo que a decisão anterior fere o Artigo 287 do Código Penal que afirma ser crime o incitamento a uma prática criminosa. Repito a pergunta que fiz à época: é possível gritar “Ei, polícia/ pedofilia é uma delícia”? Sim, são crimes diferentes e não os estou equiparando. O que estou perguntando, e o STF certamente não tem resposta para isto, é o seguinte: quais são os crimes cuja defesa está abrigada pela “liberdade de expressão”? | ” |

Não deixa igualmente de criticar as posições de Marina Silva, afirmando em 2012 não acreditar no aquecimento global.
Critica professores universitários e intelectuais de esquerda, tais como: Emir Sader, Marilena Chaui, Fábio Konder Comparato, Maria Victoria Benevides, entre outros.
Quando da invasão da reitoria da USP, em 2007, escreveu:
| “ | Trechos: Certa feita, a reportagem da Folha foi à reitoria invadida da USP e descobriu um movimento apolítico, sem lideranças, uma espécie mesmo de nova democracia ateniense. Uma semana depois, o Estadão foi lá e constatou o óbvio: a invasão era comandada por PSTU, PCO e PSOL e tinha no ultra-radical Sintusp, o sindicato dos funcionários, um de seus pilares. O verdadeiro líder do movimento, Magno de Carvalho, deve andar por volta dos 60 anos, é o virtual dono do sindicato há mais de 25 e hoje integra um grupo de ultra-esquerda chamado “Negação da Negação”, uma piada involuntária com a dialética marxista. Querem saber por que a USP é, sim, uma universidade relevante na área técnica e de pesquisa aplicada e um solene entulho na área de ciências humanas ? Por causa de gente como Oliveira, Laymert e Arantes. Não é preciso ir muito longe: é escandaloso que o mais importante instituto de pesquisas do país não pertença ao Departamento de Sociologia da USP, em associação com o Instituto de Matemática e Estatística. Eles não têm tempo — dirão que falta recursos, mas é mentira: existiria se houvesse a disposição. É que, antes, eles estavam ocupados vendendo a revolução. Agora, dedicam-se a vender o desencanto militante. E não têm nenhuma vergonha de tentar extrair algum ensinamento dos detritos deixados na reitoria por PSTU, PCO e PSOL. Eis aí… Esses são os mestres. Imaginem, agora, como são os discípulos A invasão, nos seus “melhores piores” momentos, nunca reuniu mais de 200 pessoas — a larga maioria delas ligada a grupos de extrema esquerda, cuja principal característica é justamente desprezar a representação porque esta já seria uma mediação ilegítima. A maioria, ao contrário, queria estudar. | ” |

Em seu blog, Azevedo escreve sobre política mas também sobre literatura, religião, economia e os assuntos mais diversos. Lançou, em 2005, o livro denominado Contra o Consenso – Ensaios e Resenhas, que reúne 43 ensaios e resenhas, originalmente publicados entre 1998 e 2005 nas revistas Bravo! e Primeira Leitura, e no site desta última. Também publicou O país dos petralhas, em setembro de 2008. Perguntado, em entrevista concedida a Edney Silvestre na Globo News, em 3 de outubro de 2008, se esse seria um livro contra o Partido dos Trabalhadores, declarou que não, mas sim contra certos setores do PT.

## Obras
- Contra o Consenso - Ensaios e Críticas (2005, Editora Barracuda, São Paulo, 256 pp.) - Crítica Literária. Reúne 43 textos, dos melhores ensaios e resenhas do jornalista Reinaldo Azevedo publicados entre maio de 1998 e março 2005 na revista Bravo! e nas versões impressa e online do Primeira Leitura, cronologicamente organizados, se dividem em Só Letras, Um Pouco de Cinema e tratam, respectivamente, de literatura, cinema e política e sociedade. O autor recupera o valor da ignorada prosa de Ariano Suassuna, enaltece a genialidade de Graciliano Ramos, relativiza a unanimidade em torno de Carlos Drummond de Andrade e de Guimarães Rosa, esvazia a crescente adoração a Michael Moore, debocha do provincianismo do ambiente acadêmico e aponta a miséria do jornalismo.[47]
- O País dos Petralhas (2008, Ed. Record, 337 pp.) - Best-seller, este livro apresenta uma crítica à sociedade brasileira, principalmente ao governo petista dos anos Lula.
- Máximas de Um País Mínimo (2009, Ed. Record, 200 pp.) - Compilação de frases sobre os mais diversos assuntos, cultura, literatura, ecologia, política, economia, história, religião, filosofia, que compõem a agenda brasileira. Do aquecimento global até Wilson Simonal. Da análise sintática à reforma ortográfica.
- O País dos Petralhas II – O inimigo agora é o mesmo (2012, Ed. Record, 433 pp.)
- Objeções de um Rottweiller Amoroso (2014, Ed. Três Estrelas)

É também autor de 30 artigos para a Revista Veja (em ordem cronológica de publicação):
- Urna não é tribunal. Não absolve ninguém[48]
- E o feio se tornou bonito...[49]
- Governante bom é governante chato[50]
- É preciso civilizar os bárbaros do PT[51]
- Sou "doente" mas sou feliz[52]
- A seita anticapitalista e a tristeza do Jeca[53]
- O politeísmo de um Deus só[54]
- Crime e castigo dentro de nós[55]
- Gramsci, o parasita do amarelão ideológico[56]
- A Al Qaeda eletrônica[57]
- O Movimento dos Sem-Bolsa[58]
- Restaurar é preciso; reformar não é preciso[59]
- Capitão Nascimento bate no Bonde do Foucault[60]
- A crença na "cultura da periferia" é coisa de gente com miolo mole[61]
- O pastor e o pensador[62]
- O Foro de São Paulo não é uma fantasia[63]
- Fidel e o golpe da revolução operada por outros meios[64]
- Que falta faz um Voltaire[65]
- O que eles querem é imprensa nenhuma[66]
- As ONGs do fim do mundo[67]
- A bolacha na telinha e a nossa liberdade[68]
- O DIREITO SÓ PODE SER ACHADO NA LEI[69]
- O mal-estar dos "progressistas"[70]
- O muro caiu, mas a amoralidade da esquerda sobrevive[71]
- Graciliano, o grande[72]
- Que Deus é este?[73]
- Um homem sem (certas) qualidades[74]
- A bíblia da esquerda herbívora[75]
- Que Goffredo não descanse em paz[76]
- Alternância de poder e Constituição neles![77]